# Thelitz
Thelitz ist ein Ortsteil der oberfränkischen Gemeinde Hochstadt am Main im Landkreis Lichtenfels.

## Geografie
Das Dorf liegt etwa acht Kilometer südöstlich von Lichtenfels in einem Hügelland südlich des Mains. Durch Thelitz führt die Kreisstraße LIF 4 von Hochstadt nach Roth.

## Geschichte
Die erste urkundliche Erwähnung erfolgte 1180, als der Bamberger Bischof Otto Erwerbungen des Klosters Langheim, darunter „Thecluz“ bestätigte. 1249 bot Iring von Kunstadt dem Kloster als Wiedergutmachung einen Hof zu „Theliz“ an.
Im Jahr 1520 war „Dehelitz“ teilweise nach Isling eingepfarrt. 1801 gehörten dem Hochstift Bamberg die Territorialherrschaft und den Ämtern in Lichtenfels und Weismain jeweils die Hälfte der Zent. Die Lehens-, Vogtei-, Dorf- und Gemeindeherrschaft besaß das Kloster Langheim. Der Pfarrsprengel gehörte halb nach Altenkunstadt und halb nach Isling. Vier mit Haus und Stadel bebaute Güter waren dem Amt in WeismainLichtenfels steuerpflichtig.
1818 gehörte Thelitz zum Obermainkreis. 1862 folgte die Eingliederung Thelitzs in das neu geschaffene bayerische Bezirksamt Lichtenfels. 1871 zählte der Ort 60 Einwohner, die alle katholisch waren, und 36 Gebäude. Der Weiler war in die sechs Kilometer entfernte katholische Pfarrei in Isling eingepfarrt, wo sich auch die katholische Schule befand. Thelitz gehörte zur Landgemeinde Obersdorf, die im Jahr 1900 zwei weitere Gemeindeteile, die Weiler Anger und Reuth mit einer Gesamtfläche von 678,88 Hektar, 355 Einwohner, von denen 352 katholisch und 3 protestantisch waren, sowie 59 Wohngebäuden umfasste. 67 Personen lebten in Thelitz in 11 Wohngebäuden. Inzwischen befand sich die katholische Schule im 0,5 Kilometer entfernten Obersdorf. 1925 lebten in dem Ort 66 Personen in 10 Wohngebäuden. Am 30. Dezember 1925 wurde Thelitz von der Pfarrei Isling ausgepfarrt und der Pfarrei Hochstadt angeschlossen. 1950 hatte das Dorf 83 Einwohner und 10 Wohngebäude. Es gehörte zum Sprengel der evangelischen Pfarrei Michelau. Im Jahr 1970 zählte Thelitz 55 Einwohner und 1987 47 Einwohner sowie 11 Wohngebäude mit 11 Wohnungen.
Am 1. Mai 1978 wurden die Gemeinde Obersdorf mit dem Gemeindeteil Thelitz im Zuge der Gemeindegebietsreform nach Hochstadt eingegliedert.

## Sehenswürdigkeiten

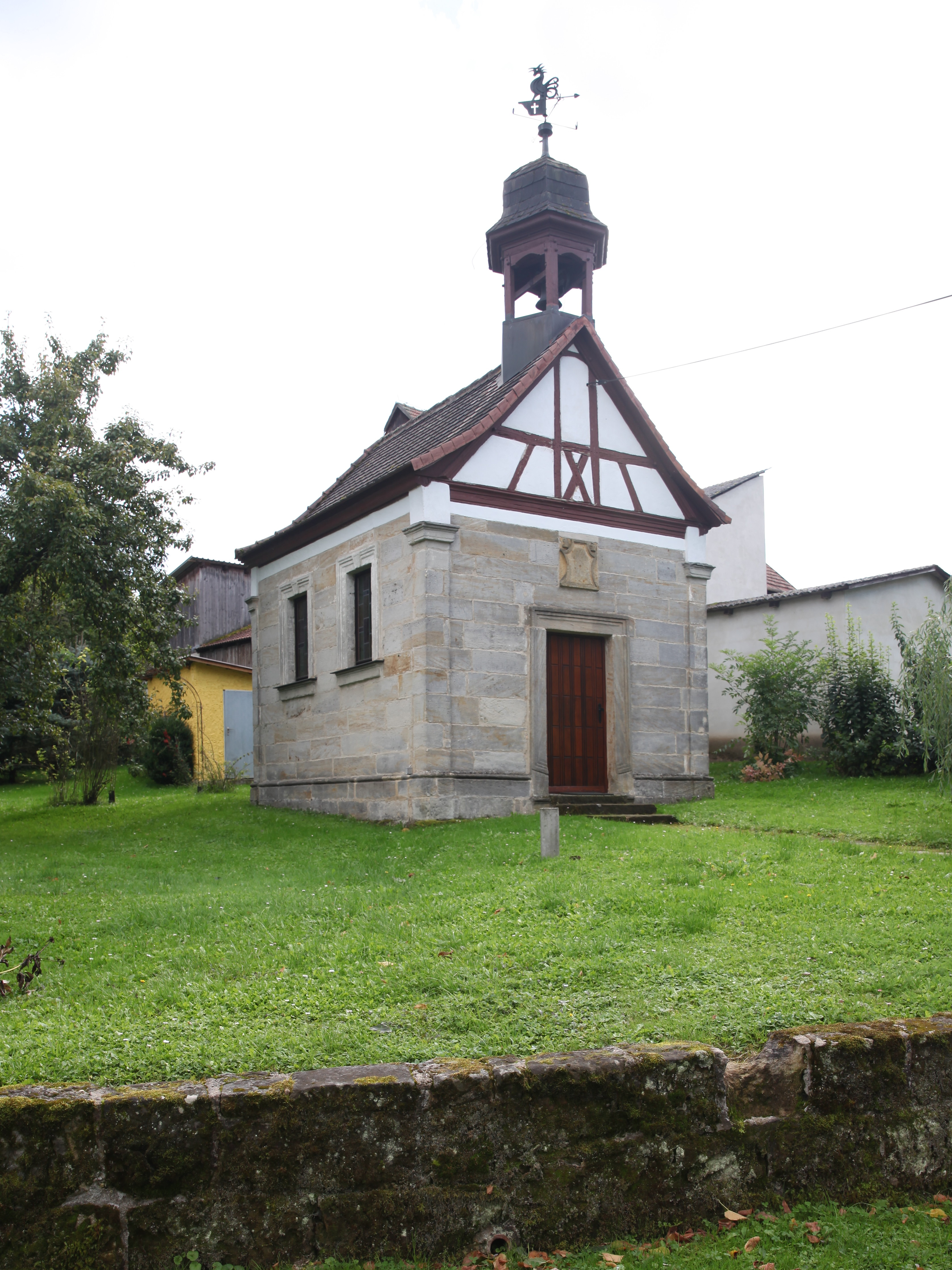
Katholische Kapelle

Die dem Apostel Andreas geweihte Kapelle, ein Sandsteinquaderbau mit Satteldach und Dachreiter sowie Fachwerkgiebel wurde 1826 errichtet. In der Bayerischen Denkmalliste sind für Thelitz sechs weitere Baudenkmäler aufgeführt, siehe Denkmalliste der Gemeinde.